# Холокост в Брагинском районе
Холокост в Бра́гинском районе — систематическое преследование и уничтожение евреев на территории Брагинского района Гомельской области оккупационными властями нацистской Германии и коллаборационистами в 1941—1944 годах во время Второй мировой войны, в рамках политики «Окончательного решения еврейского вопроса» — составная часть Холокоста в Белоруссии и Катастрофы европейского еврейства.

## Геноцид евреев в районе
Брагинский район был полностью оккупирован немецкими войсками в сентябре 1941 года, и оккупация продлилась более двух лет — до ноября 1943 года. Нацисты включили Брагинский район в состав территории, административно отнесённой в состав территории, административно отнесённой в состав генерального округа «Житомир» рейхскомиссариата Украина.
Для осуществления политики геноцида и проведения карательных операций сразу вслед за войсками в район прибыли карательные подразделения войск СС, айнзатцгруппы, зондеркоманды, тайная полевая полиция (ГФП), полиция безопасности и СД, жандармерия и гестапо.
Во всех крупных деревнях района были созданы районные (волостные) управы и полицейские гарнизоны из украинских и белорусских коллаборационистов.
Одновременно с оккупацией нацисты и их приспешники начали поголовное уничтожение евреев. «Акции» (таким эвфемизмом гитлеровцы называли организованные ими массовые убийства) повторялись множество раз во многих местах. В тех населенных пунктах, где евреев убили не сразу, их содержали в условиях гетто вплоть до полного уничтожения, используя на тяжелых и грязных принудительных работах, от чего многие узники умерли от непосильных нагрузок в условиях постоянного голода и отсутствия медицинской помощи.
За время оккупации практически все евреи Брагинского района были убиты, а немногие спасшиеся в большинстве воевали впоследствии в партизанских отрядах.
Евреев в районе убивали в Брагине, Комарине, деревнях Асаревичи, Богуши, Верхние Жары, Капоренко, Ковака, Колыбань (3 семьи — более 20 человек в октябре 1941 года), Косачов, Красное, Кривча, Крюки, Маложин, Микуличи, Новая Иолча, Нудичи, Острогляды, Рыжков, Соболи, Сперижье, Тельман и других.

## Гетто
Оккупационные власти под страхом смерти запретили евреям снимать желтые латы или шестиконечные звезды (опознавательные знаки на верхней одежде), выходить из гетто без специального разрешения, менять место проживания и квартиру внутри гетто, ходить по тротуарам, пользоваться общественным транспортом, находиться на территории парков и общественных мест, посещать школы.
Реализуя нацистскую программу уничтожения евреев, немцы создавали гетто почти во всех городах и населённых пунктах Беларуси, где проживало еврейское население. Так и в Брагинском районе оккупанты организовали 2 гетто — в Брагине и Комарине.
- В гетто посёлка Брагин (сентябрь — 27 ноября 1941) были замучены и убиты более 600 евреев[31].

### Гетто в Комарине
Посёлок Комарин был захвачен нацистами 28 августа 1941 года, и оккупация продлилась 2 года и 1 месяц — до 23 сентября 1943 года. Из примерно 500 евреев успели и смогли эвакуироваться только немногим более половины.
После оккупации полицаи провели регистрацию евреев. Они считались вне закона и немцам и полицаям можно было безнаказанно издеваться над ними, а имущество забирать.
Гетто в Комарине было «открытого» типа. Евреев оставили жить в своих домах, но они не имели права посещать общественные места, ходить по центральной Советской улице, открыто общаться с нееврейскими жителями. Узников гетто использовали на тяжёлых и грязных принудительных работах.
В сентябре-октябре 1941 года немецкие жандармы из Гомеля совместно с комаринской полицией начали хватать и убивать евреев. Немцы очень серьёзно относились к возможности еврейского сопротивления, и поэтому в большинстве случаев в первую очередь убивали в гетто или ещё до его создания евреев-мужчин в возрасте примерно от 15 до 50 лет — несмотря на экономическую нецелесообразность, так как это были самые трудоспособные узники. По этой причине первыми убили 25 евреев-мужчин в урочище Печи на берегу озера Салястанового.
Затем в Комарине были убиты 89 евреев, а потом ещё 140 в урочище Печи и во дворе колхоза «Серп и молот». Единственной уцелевшей во время расстрела еврейкой была Мария Маневич, которую спрятали соседи, а потом переправили к партизанам.
После расстрела в Комарине немцы и полицейские нашли рядом с Комарином и убили три еврейские семьи. Ещё одну еврейскую семью из Комарина полицаи нашли в деревне Иванки и убили детей на глазах матери, а потом и саму мать.
После освобождения поселка выжившие родственники убитых евреев перезахоронили останки родных на кладбище. Памятника на месте перезахоронения нет. Опубликованы неполные списки убитых в Комарине евреев.

## Случаи спасения и «Праведники народов мира»
Анна Паневчик из Брагина за спасение Марии Бриллиант была удостоена почетного звания «Праведник народов мира» от израильского мемориального института «Яд Вашем» «в знак глубочайшей признательности за помощь, оказанную еврейскому народу в годы Второй мировой войны».

## Память
Опубликованы неполные списки жертв геноцида евреев в Брагинском районе.
В 1957 году в Брагине на улице Песочная был насыпан курган, а потом была установлена стела с надписью о 8000 погибших от рук нацистов — в том числе евреев, перезахороненных сюда из двух братских могил на улице Набережной.